# Юліуш Цибульський

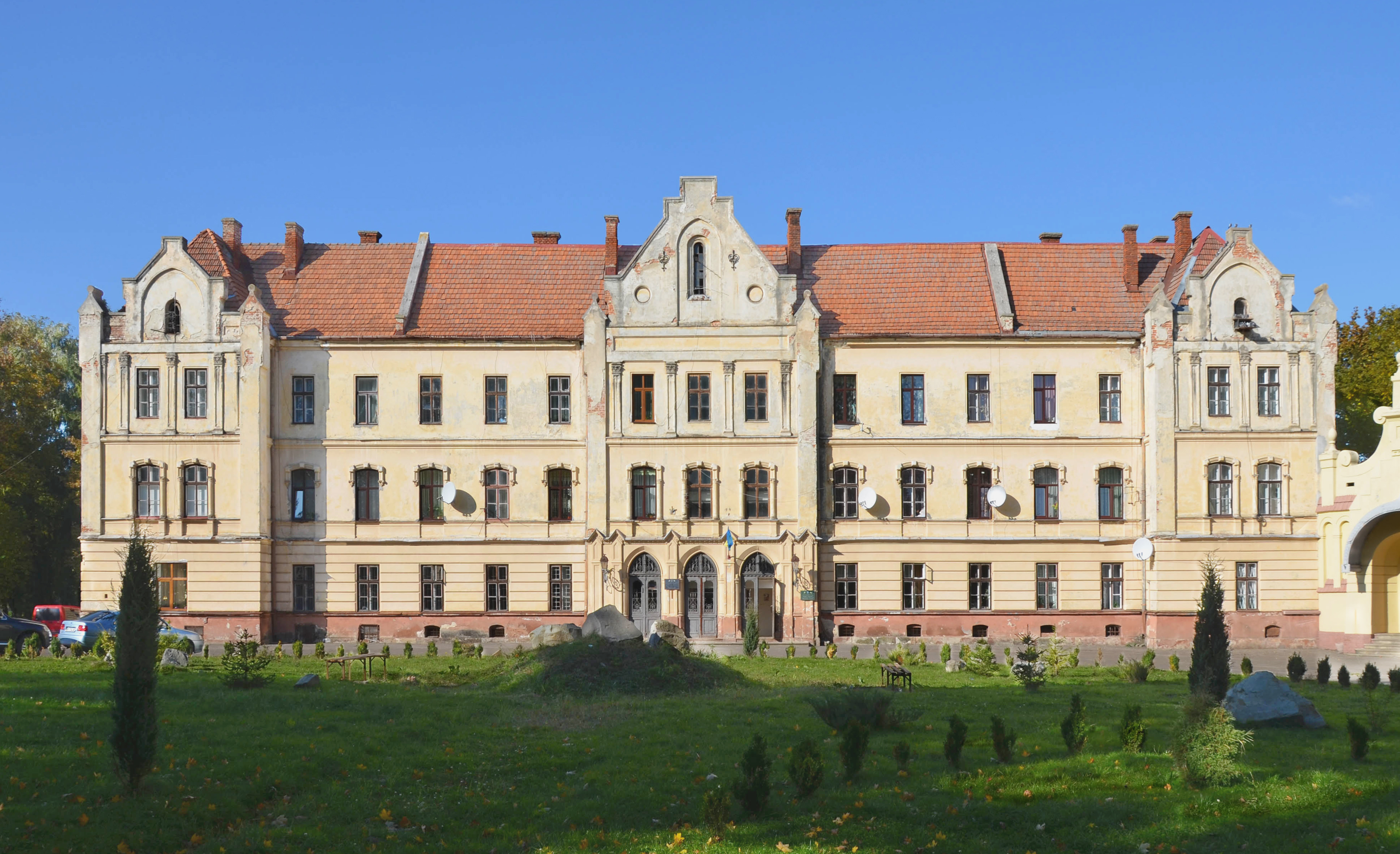
Гуртожиток Вищої рільничої школи в Дублянах

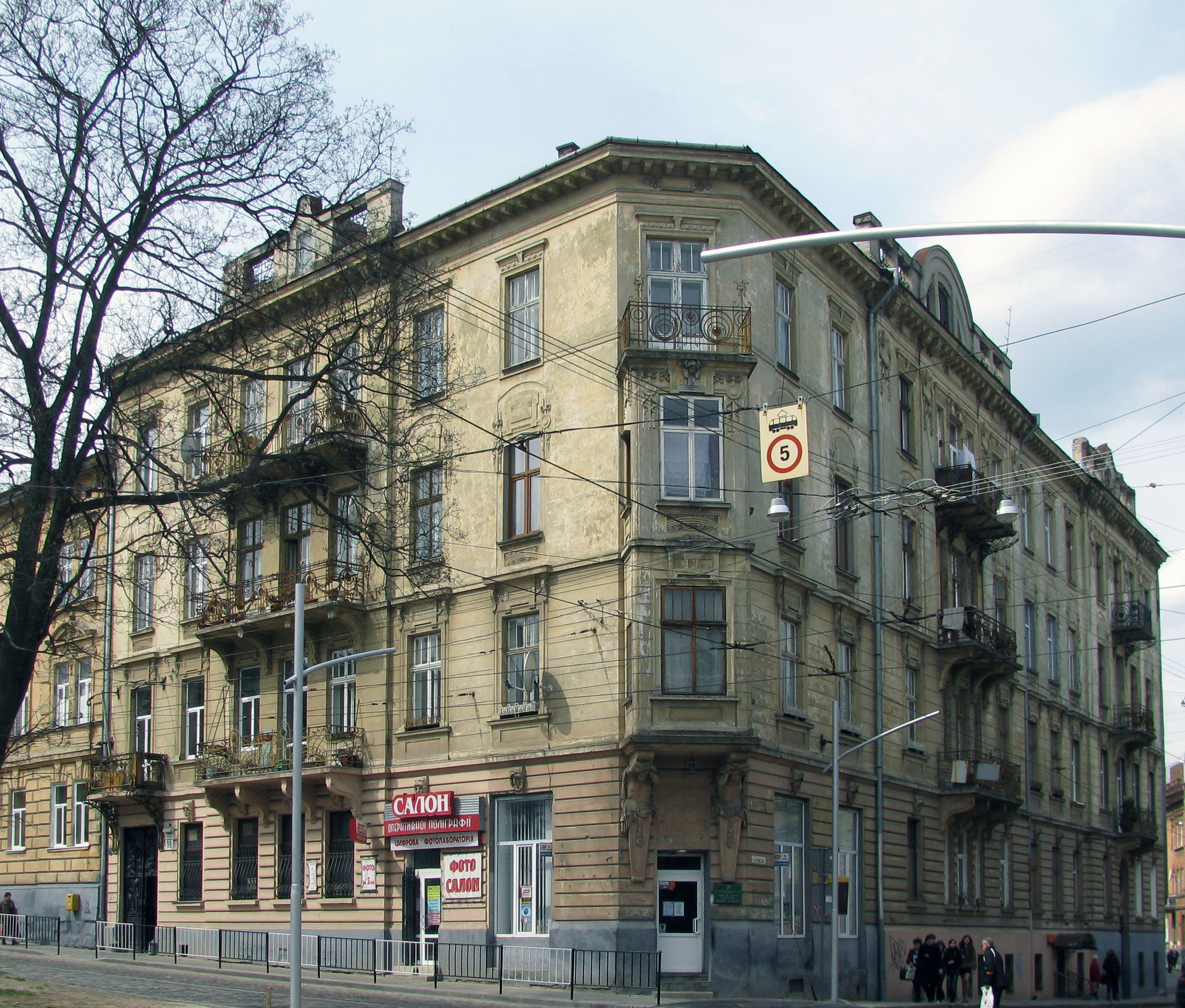
Житловий будинок на вулицях Генерала Чупринки, 38 — Київській, 1 у Львові

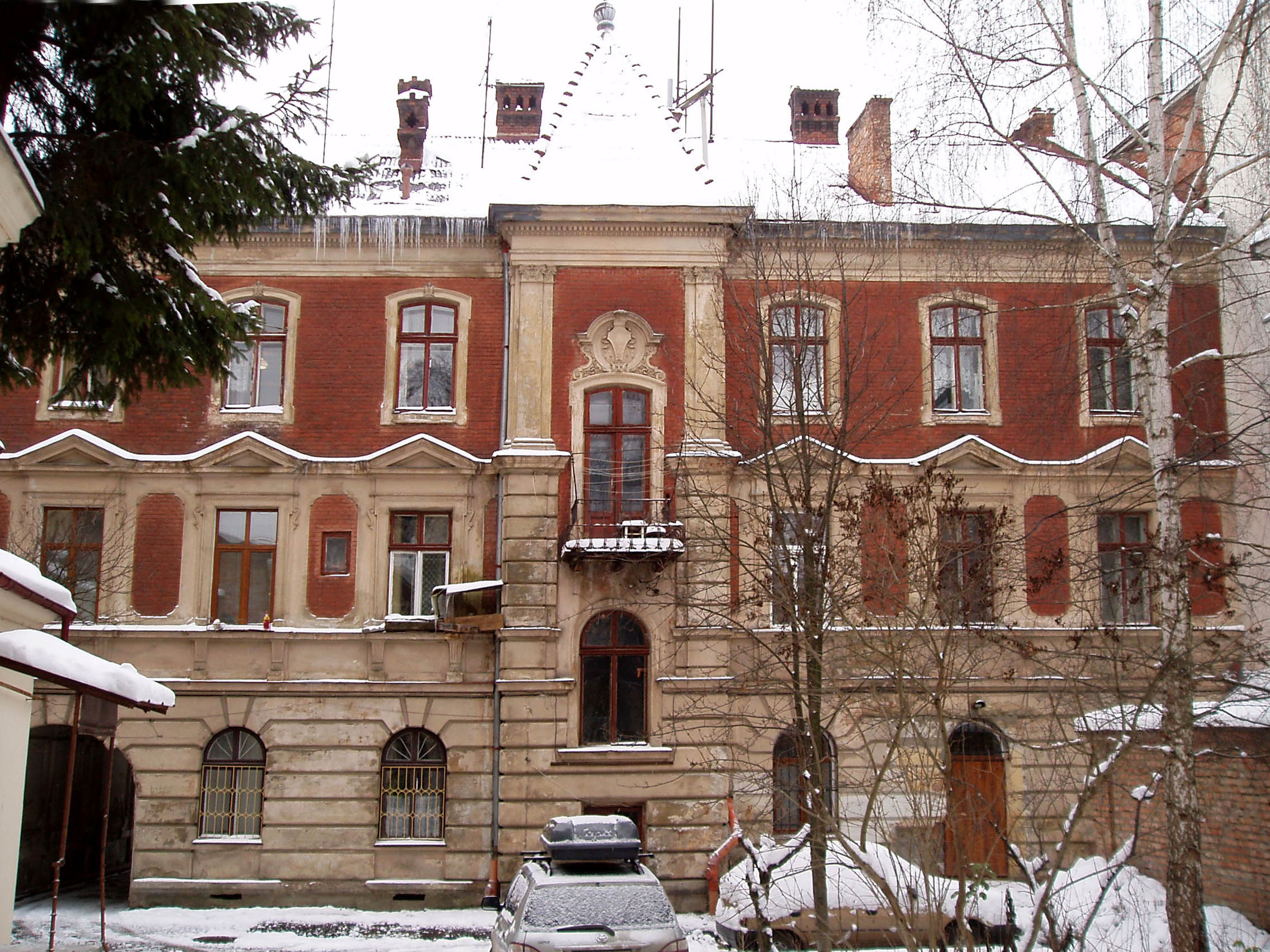
Житловий будинок на вулиці Стефаника 7а у Львові

Юліуш Ка́роль Цибу́льський (пол. Juliusz Karol Cybulski, 28 січня 1859 — 16 листопада 1924) — львівський архітектор. Працював у стилях історизму та сецесії.

## Біографія
Народився 28 січня 1859 року  в Ланьцуті. За іншими даними — в колонії Гженска (тепер Лодзького воєводства). Закінчив реальну школу. Протягом 1876—1881 років навчався на будівельному факультеті Львівської політехніки. Отримав диплом 1882 року. Проходив практику в архітектурному бюро Вінцента Равського, працював асистентом професора Густава Бізанца. 1885 року отримав ліцензію будівничого, але не мав повноважень архітектора. Утворив спілку з Людвіком Рамултом, в якого такі повноваження були. Спілка керувала спорудженням низки великих будівель. 4 червня 1893 року отримав повноваження архітектора. Будівлі, споруджені у 1890-х роках за власними проєктами Цибульського, виконані у стилях французького ренесансу і бароко (історизм). Від 1900 року проєктував, дещо обмежено застосовуючи сецесійне декорування. Бюро, майстерня і помешкання архітектора знаходилось у власному будинку № 38, зведеному 1907 року на нинішній вулиці Чупринки. 
У 1882—1899 та від 1908 року член Політехнічного товариства у Львові. Член журі конкурсів на проєкт будинку казино у Львові (1910), корпусу Львівського університету (1913). Був членом комісії з підготовки львівської будівельної виставки 1892 року. Там же особисто експонував свої роботи. Депутат міської ради у 1893—1895 роках. У 1893—1895 роках — скарбник, а в 1904—1905 — віце-президент інженерної палати. 1910 року експонував реалізовані проєкти львівських будинків на виставці польських архітекторів у Львові. Помер 1924 року. Напис на родинному гробівці свідчить, що це сталося 16 листопада, хоч некролог у журналі Czasopismo Techniczne подає дату 25 листопада. Похований на полі № 3 Личаківського  цвинтаря.

## Будинки
- Житловий будинок у стилі французького неоренесансу на вулиці Бандери, 21 у Львові (1884).[16]
- Костел святої Катерини в селі Мильчиці. Однонавний, у плані має форму хреста, стилістично вирішений у змішаних неоромансько-неоготичних формах. Спорудження тривало у 1886—1887 роках. Співавтор Людвік Балдвін-Рамулт.[17]
- Керівництво спорудженням будинку головної пошти на вулиці Словацького, 1 у 1887—1889 роках спільно з Людвіком Рамултом. Проєкт Сильвестра Гавришкевича.[1]
- Власний будинок архітектора на вулиці Глібова, 15, споруджений 1890 року. Близький за формами до французького бароко. Проєкт експонувався на будівельній виставці 1892 року.[18]
- Дім управління маєтків графа Романа Потоцького на вулиці Стефаника, 7. Збудований 1890 року в перехідному стилі від неоренесансу до необароко. У фасаді місцями застосовано відкриту цегляну кладку. Складається з головного корпусу, стаєнь у дворі і житлового павільйону.[19] Проєкт експонувався на будівельній виставці 1892 року.[5]
- Керівництво спорудженням палацу Потоцьких на вулиці Коперника у Львові. 1887—1892 роки, проєкт архітектора Луї д'Овернь. Проєкти палацу експонувались на будівельній виставці 1892 року.[18]
- Неоготичний павільйон на фабрики ланьцутських лікерів та сукна Романа Потоцького на Галицькій крайовій виставці. Реалізований повністю з дерева майстром Передядкевичем 1894 року.[20][21]
- Триповерховий гуртожиток Вищої рільничої школи в Дублянах, споруджений 1896 року спільно з будівничим Тарновським. Також, ймовірно, один із навчальних корпусів (1882—1888).[22]
- Власний будинок на вулиці Глібова, 9 (1896—1898).[23]
- Необароковий будинок Марії Горецької на проспекті Шевченка, 26. Скульптурне оздоблення Броніслава Солтиса. Тильний фасад від вулиці Волошина має скромніший вистрій, близький до неоренесансу. Спорудження тривало до 1898 року.[24]
- Будинок у стилі необароко на вулиці Франка, 43 (1898, співавтор Яків Баллабан, скульптури Броніслава Солтиса).[25]
- Будинки Нухіма Грюнсберга на вулиці Глібова, 3 і 5 (1897—1898).[26]
- Будинок Крайового банку у стилі неоренесансу на розі вулиці Костюшка та площі Григоренка. Скульптурний декор Антона Попеля. Стилістично належить до неоренесансу (проєкт 1895 року, реалізований до 1903).[26]
- Модифікація проєкту готелю готелю «Жорж» у Львові, виконана спільно з Іваном Левинським. Фасад доповнено необароковими елементами і чотирма скульптурами.[27] Інтер'єри оздоблено в сецесійному стилі.[28] Первинний проєкт фірми Фельнера і Гельмера. Реалізовано у 1899—1900 роках.[27]
- Сецесійні будинки № 26, 28, 30 на нинішній вулиці генерала Чупринки (1904—1905, скульптури Броніслава Солтиса).[29]
- Власний будинок на нинішній вулиці генерала Чупринки, 38, збудований 1907 року. Первинний задум із куполом у наріжнику реалізований не був. Скульптурне оздоблення Броніслава Солтиса.[30]
- Будинки № 10 та 15 на нинішній вулиці Богомольця (1907).[31][32]
- Житловий будинок № 1 на нинішній вулиці Русових, збудований у 1908 році.[33]
- Реконструкція будинку № 3 на нинішній вулиці Гнатюка (1914—1915, первісний проєкт Фелікса Ксенжарського).[34] Споруджено, зокрема, скляне перекриття двору.[35]
- Будинок французької нафтової компанії «Прем'єр» на нинішній вулиці князя Романа, 26. Спорудження завершено 1924 року за проєктом Цибульського від 1914. Плани і фасад модифіковані Фердинандом Касслером. Будинок, а особливо його останній поверх привертає увагу скульптурним декором невідомого автора.[36]
- Керівництво спорудженням будинку Шпрехера на площі Міцкевича у 1914—1922 роках. Спільно з Фердинандом Касслером.[37]
- Будинок О. Вікселя на нинішній вулиці Руданського, 1.[38]
- Спільне з Вінцентом Равським керівництво спорудженням будинку Промислової школи на вулиці Снопківській, 47. Проєкт Владислава Садловського.[35]
- Керівництво спорудженням будинку греко-католицької семінарії. Спільно з Людвіком Рамултом. Проєкт Сильвестра Гавришкевича.[39]
- Житловий будинок на вулиці Каліча Гора, 10 (1890-ті роки).